# Дружелюбівське нафтогазоконденсатне родовище
Дружелюбівське нафтогазоконденсатне родовище — належить до Північного борту нафтогазоносного району Східного нафтогазоносного регіону України.

## Опис
Розташоване в Харківській області на відстані 4 км від смт Борова.
Знаходиться в південно-східній частині північному борту Дніпровсько-Донецької западини.
Підняття виявлене в 1972 р. У відкладах палеозою структура являє собою брахіантикліналь північно-західного простягання розмірами по ізогіпсі -2180 м 3,4х1,6 м, півд.-зах. крило якої порушене скидом амплітудою близько 180 м. У 1975 р. з відкладів башкирського ярусу з інт. 2168—2284 м отримано фонтан газоконденсатної суміші дебітом 602 тис. м3/добу.
Поклади пластові, склепінчасті, тектонічно екрановані та літологічно обмежені. Режим газоконденсатних покладів — газовий, нафтових — водонапірний та газової шапки з водонапірним.
Експлуатується з 1979 р. Запаси початкові видобувні категорій А+В+С1: нафти — 215 тис. т; розчиненого газу — 32 млн. м3; газу — 10556 млн. м3; конденсату — 396 тис. т. Густина дегазованої нафти 799—802 кг/м3. Вміст сірки у нафті 0,03-0,071 мас.%.